# Oleh Hornykiewicz
Oleh Hornykiewicz (Leópolis, 17 de noviembre de 1926-Viena, 26 de mayo de 2020) fue un bioquímico austríaco.

## Biografía
Hornykiewicz nació en 1926 en Sykhiw (un barrio de Lvov,ahora  en Ucrania) y terminó la carrera de bioquímica en la Universidad de Viena en 1951, donde ha trabajado allí desde entonces. 
Uno de sus logros seminales fue el descubrimiento de que la enfermedad de Parkinson se debe a la deficiencia de la dopamina en el cerebro.

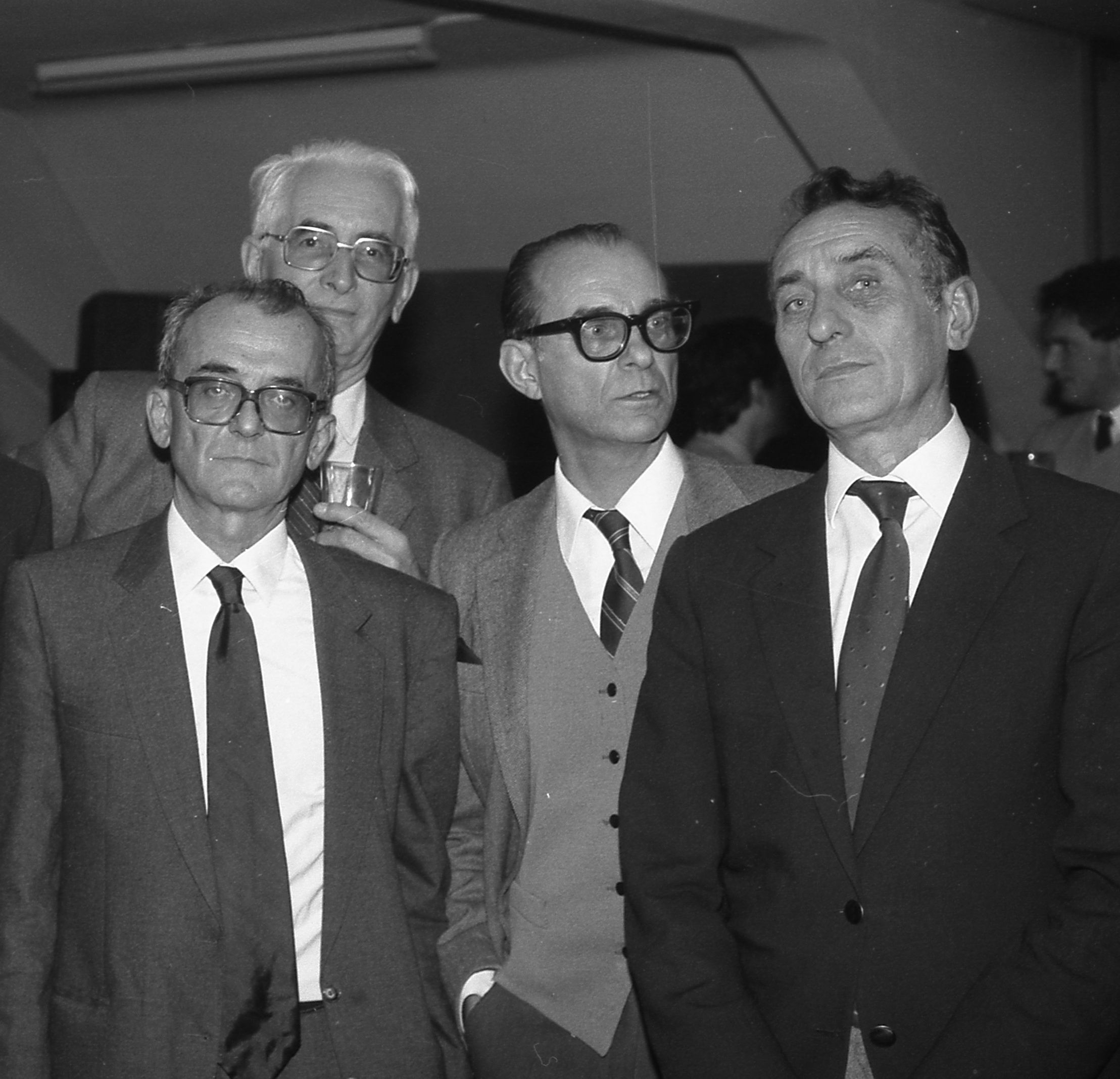
Georg Hertting, Hans Klupp, Oleh Hornykiewicz y Walter Kobinger.